# Hellendorf (Wedemark)
Hellendorf ist ein Dorf in der Gemeinde Wedemark in der Region Hannover, das etwa 22 km nördlich vom Stadtzentrum Hannovers liegt. Das Dorf entspricht ungefähr 3,9 % der gesamten Wedemärker Fläche.

## Geschichte
Am 1. März 1974 wurde Hellendorf in die neue Gemeinde Wedemark eingegliedert.

## Politik

### Ortsrat
Der Ortsrat von Hellendorf setzt sich aus zwei Ratsfrauen und drei Ratsherren zusammen.
- CDU: 2 Sitze
- SPD: 2 Sitze
- Bündnis C: 1 Sitz

(Stand: Kommunalwahl 11. September 2016)

### Ortsbürgermeister
Der Ortsbürgermeister ist Carsten Wandke (CDU), vertreten wird er durch Martin Schönhoff (Bündnis C).

### Wappen
Der Entwurf des Kommunalwappens von Hellendorf stammt von dem Heraldiker und Wappenmaler Gustav Völker, der zahlreiche Wappen in der Region Hannover erschaffen hat. Die Genehmigung des Wappens wurde am 19. Oktober 1966 durch den Regierungspräsidenten in Lüneburg erteilt.
| Wappen von Hellendorf | Blasonierung: „In Grün über goldenem Dreiberg, belegt mit einem schwarzen Kammrad, ein silbernes Sensenblatt, gekreuzt von einer silbernen Hacke mit goldenem Stiel.“ |
| Wappen von Hellendorf | Wappenbegründung: Hacke und Sense auf grünem Grund sind das Sinnbild für die in der Gemeinde ansässige Landwirtschaft. Es handelt sich hierbei um Arbeitsgeräte, die von dem Fleiß der Bewohner zeugen, mit dem sie früher in mühevoller Arbeit dem Boden seine Frucht abgerungen haben. Der goldene Dreiberg soll darauf hinweisen, dass die Gemeinde in einem hügeligen, sandigen Gelände liegt, auf dem zur Zeit eine beachtliche Kiesausbeute stattfindet. Zum Zeichen dessen, dass sich der Anteil der Bevölkerung, der in der Landwirtschaft tätig ist, in letzter Zeit stark verringert hat, weil gewerbliche Unternehmen immer mehr an Bedeutung gewonnen haben, ist das Kammrad in das Wappen hineingenommen worden. |

## Kultur und Sehenswürdigkeiten
- Wahrzeichen des Ortes war bis zur Fällung im Jahr 2006 eine mächtige Kiefer im Dorfkern an der L 190.
- Am Ortsrand in Richtung des Hellbruchs ist eine moderne Fischzuchtanlage entstanden. Auf diesem Gelände befand sich die ehemalige Wassermühle, die 1963 stillgelegt wurde. Sie war eine seltene wassertechnische Konstruktion: aus zwei Stauteichen mit unterschiedlichem Niveau lief die Mühle mit einem mittelschlächtigen und einem oberschlächtigen Zulauf.

- In Hellendorf wird Pferdesport betrieben. Hier befindet sich die Anlage des Reitvereins Wedemark e. V., der 1969 entstanden ist. Bei traditionellen Reitturnieren des Vereins werden Springprüfungen bis zur Klasse S ausgeschrieben.

## Wirtschaft und Infrastruktur
Durch den Ort Hellendorf führt die Landesstraße 190. Die Buslinie 695 verbindet Hellendorf mit Mellendorf, dem Grundzentrum der Gemeinde Wedemark, sowie mit den Orten Elze, Berkhof und Plumhof.
Hellendorf besitzt eine einzügige Grundschule, eine Kindertagesstätte, eine Fischzucht, ein Restaurant, einen Garten- und Landschaftsbau-Betrieb, einen Gebrauchtwagenhändler, ein mittelständisches Unternehmen, zwei Hofläden und einige Bauernhöfe.

## Persönlichkeiten
- Henning Glawatz (1949–2025), Brigadegeneral des Heeres der Bundeswehr, in Hellendorf geboren